# Музейный городок
Музе́йный городо́к — проект по расширению Пушкинского музея, приуроченный к столетию открытия ГМИИ. В 2008 году руководство музея объявило первый конкурс на проектирование музейного квартала, в котором победило бюро британского архитектора Нормана Фостера. Согласно представленному плану, городок должен был раскинуться от станции метро «Кропоткинская» до Боровицкой площади, часть улиц стали бы пешеходными, а на территории усадьбы Голицыных и Кремлёвской АЗС выстроили бы стеклянный выставочный «пятилистник». Поскольку проект предполагал снос части исторических построек, бюро представило в 2012-м обновлённый проект. Однако уже через год Фостер отказался от участия в проекте.
В объявленном в 2014 году втором архитектурном конкурсе победила программа «Ризосфера» авторства бюро «Меганом», которым руководит Юрий Григорян. Согласно плану, в городке будет создано девять музеев, выставочный зал, фондохранилище, депозитарий, а также общественные зоны. По плану площадь культурного кластера должна составить 105 000 м². Изначально строительство планировали завершить к 2023 году, однако в июле 2019-го стало известно о смещении сроков реконструкции на два года.

## История

### Планирование
Идеи о расширении Музея изящных искусств имени Александра III высказывал ещё основатель Иван Цветаев при его проектировании:
Со временем, когда начинаемое ныне здание наполнится, здесь могут возникать, вдоль переулков, или галереи в один этаж, или двухэтажные корпуса — и таким образом тут явится целый музейский городок.
На 2018 год в состав ГМИИ входят 29 зданий, большая часть которых расположена в окрестности главного здания. Потребность в модернизации музейного комплекса возникла ещё в начале XXI века: в 2006 году директор Ирина Антонова стала инициатором создания Музейного городка. В 2007-м по постановлению Владимира Путина в состав ГМИИ вошла бывшая усадьба Голицыных. Вместе с постановлением был утверждён план реставрации музейных зданий, в первую очередь работ входили дом декабриста Александра Ринкевича, усадьбы Глебовых — Пастухова и Вяземских — Карамзина, реконструкцию должны были закончить к 2012 году.

### Проект Нормана Фостера
В 2006 году в ГМИИ проходила масштабная выставка британского архитектора Нормана Фостера, после её завершения Ирина Антонова предложила Фостеру спроектировать план Музейного городка ГМИИ. Средства на создание проекта выделил предприниматель и председатель Совета фонда ГМИИ Михаил Куснирович. Первые эскизы Музейного городка представили Дмитрию Медведеву ещё в 2007 году.
Согласно законодательству, проект зарубежного архитектурного бюро не мог быть воплощён в жизнь без кооперации с российской фирмой, подрядчик был необходим для утверждения проекта в Генеральном плане, разработке наружных сетей и решении технических вопросов. По этой причине официальный конкурс был запущен в 2008 году, спустя несколько месяцев жюри выбрало проект Фостера, разработанный совместно с компанией «Моспроект-5» во главе с Сергеем Ткаченко. План Музейного городка подразумевал масштабную застройку между Колымажным переулком и Знаменской улицей, для чего пришлось бы снести несколько зданий, в том числе и Кремлёвскую АЗС 1930-х годов — единственное реализованное строение проекта Дворца Советов. На её месте по плану находились стеклянный выставочный центр в форме пятилистника, депозитарий и научная аудитория музея, соединяемые подземными переходами с главным зданием ГМИИ и усадьбой Лопухиных. Согласно проекту, площадь ГМИИ увеличивалась с 49 600 м² до 111 500 м².
В ноябре 2009 года Эльвира Набиуллина, входившая в совет попечителей ГМИИ, направила Путину письменное извещение о необходимости внести изменения в Федеральный закон о наследии и пересмотре охранного статуса зданий. Проект Фостера возмутил общественность и вызвал критику, в том числе со стороны Архнадзора. Бюро пересмотрело концепцию и в 2012-м представило новый план, в котором не было «пятилистника», предлагалась реконструкция имеющихся зданий и меньшее количество подземных переходов. Архитектурная экспертиза признала ветхими и разрешила разобрать три здания: строение 2а дома № 4 и строение 1 дома № 6 по Колымажному переулку и строение 9 дома № 8 по Малому Знаменскому переулку. На освободившейся территории должны разместиться депозитарно-реставрационный центр и административный комплекс площадью 9174 м² и 4000 м² соответственно. Ранее депозитарий предполагалось построить в инновационном центре Сколково, но Ирина Антонова выступила против предложения.
Как архитектурный объект он мне очень нравится. Но это было безграмотно — не объяснить Фостеру, что он имеет дело с территорией памятников, на которой вообще нельзя ничего строить. Там усадьбы Румянцева-Задунайского и Голицына, а он в своей концепции все посносил и грохнул на территорию этот пятилистник. У нас даже на согласование подземного строительства в охранной зоне ушел год! Лично Владимир Путин давал поручение Минкультуры, чтобы разъяснить законодательство в этой части.
Сейчас пятилистник даже не входит в наш контракт. Мы выиграли тендер лишь на четыре здания: два за основным корпусом музея, дом № 8 по Волхонке и территория за Музеем личных коллекций, где будут построены многофункциональная аудитория и депозитарно-реставрационный центр.Глава «Моспроект-5» Сергей Ткаченко
В утверждённый комиссией план по реконструкции зданий Музейного городка вошли: центральное здание музея, служебный корпус, усадьбы Голицыных и Вяземских — Долгоруковых. В этом же году Министерство культуры озвучило, что может выделить на реконструкцию зданий и строительство новой многофункциональной аудитории 22 миллиарда рублей. Однако на заседании столичного архитектурного совета главный архитектор Москвы Сергей Кузнецов рекомендовал руководству ГМИИ определить функциональную нагрузку проектируемых зданий и представить финальную версию преобразования музея. Спустя день после заседания бюро Нормана Фостера сообщило, что покидает проект. Ткаченко объяснил уход разногласиями с ГМИИ по финансовым вопросам.

### Проект бюро «Меганом»
С уходом главного исполнителя ГМИИ объявил второй конкурс на строительство Музейного городка. Итоги были подведены в апреле 2014 года, победителем стал проект «Ризосфера», созданный бюро «Меганом» под руководством Юрия Григоряна. План также предусматривает снос некоторых застроек, не имеющих статуса исторического значения, создание фондохранилищ, лекционного зала, общественных зон. Итоговая площадь музейного квартала должна составить 105 000 м². Создание Музейного городка было запланировано в два этапа: на период с 2014 по 2019 год — перестройка Галереи искусства старых мастеров, Дома Текста, Галереи искусства стран Европы и Америки XIX—XXI веков, депозитарно-реставрационного и выставочного центров; с 2021 по 2026 год — закрытие на реконструкцию главного здания ГМИИ. Впоследствии сроки были перенесены на два года из-за смены подрядной организации и обнаружения в кладке усадьбы Голицыных элементов XVII века, потребовавших новой экспертизы проектных решений. В июле 2019 года было объявлено, что закрытие на реконструкцию главного здания ГМИИ запланировано на 2023 год. Переулки Малый Знаменский, Большой Знаменский и Колымажный должны были реконструировать в 2017—2018 годах в рамках программы «Моя улица»: в Большом Знаменском переулке планировалось расширить и вымостить гранитом тротуар, а Колымажный и Малый Знаменский сделать пешеходными.
В Музейном городке планируют образовать девять площадей, соединённых внутренними проходами, а главной улицей городка должна стать Волхонка. На ней собираются построить здание депозитарно-реставрационного и выставочного центров, связанное с главным зданием подземной галереей, и перенести туда более 700 тысяч экспонатов. Между главным зданием ГМИИ и депозитарием также планируют построить подземную галерею. Для отделки зданий квартала предлагаются декоративные керамические детали, алюминий, бетон и камни серых тонов.
В составе музейного квартала останется АЗС 1930-х годов. В плане Фостера её предлагалось снести, проект «Ризосфера» предполагает перемещение станции с Волхонки на Кремлёвскую набережную, а её место займёт стеклянный концертный зал в виде шара. Масштабная реконструкция проходит в строении 1 дома № 8 по Малому Знаменскому переулку, после которой в помещениях будет создан Дом Текста. В его состав войдут научная библиотека, типография, переплётная мастерская, архивы музея и отдел редкой книги. В 2017 году было принято решение о создании в доме 3/5 по Малому Знаменскому переулку Картинной галереи искусства старых мастеров, а в усадьбе Варвары Глебовой в Колымажном переулке после капитального ремонта открыть Дом графики. В соседних строениях 1, 2 и 6 планируется открытие многофункциональных аудиторий и лектория, а бывшие хозяйственные помещения усадьбы Ринкевичей (строения 7—11 дома № 8 по Волхонке) отдадут под временные экспозиции.
Согласно планам реставрации главного здания усадьбы Голицыных, демонтируют несущие конструкции третьего и четвёртого этажей, надстроенных в 1929-м по проекту неизвестного архитектора. Вместо них возведут стеклянную надстройку, которая представляет собой трёхполостную ленту, опоясывающую здание. После завершения реставрации в усадьбе должна открыться Галерея искусства импрессионистов и постимпрессионистов. Открытие депозитария запланировано на 2022 год, его строительство оценено в 3,47 миллиарда рублей, одновременно запустят реставрационный центр, Галерею старых мастеров и Дом Текста. Обновлённый по проекту «Ризосфера» музейный комплекс рассчитан на приём до 5 миллионов человек в год, он должен стать первым культурным кластером в России.

## Здания Музейного городка
| Статус                            | Иллюстрация | Название                                                | Адрес                                          | Описание |
| --------------------------------- | ----------- | ------------------------------------------------------- | ---------------------------------------------- | --- |
| Открыт                            |             | Главное здание Пушкинского музея                        | Волхонка, 12                                   | Строительство проходило с 1898 по 1912 год под руководством архитектора Романа Клейна, инженеров Ивана Рерберга и Владимира Шухова. Здание возведено в неоклассическом стиле в виде античного храма с высоким подиумом и ионической колоннадой по периметру фасада. |
| Открыт                            |             | Галерея искусства стран Европы и Америки XIX—XX веков   | Волхонка, 14                                   | Левый флигель бывшей усадьбы князей Голицыных, построенной в середине XVIII века. В 1890—1892 годах здание было перестроено архитектором Василием Загорским и реконструировано под нужды музея в 1986—1988 годах. |
| Временно закрыт                   |             | Музей личных коллекций                                  | Волхонка, 10                                   | Музей расположен в усадьбе XIX века, построенной по инициативе губернатора Москвы Александра Прозоровского. Здание перешло во владение ГМИИ в 1988 году, а в 1990-м началась масштабная реконструкция, продлившаяся до 2005 года. В 2010-м музей был объединён с домом Ринкевича в единый архитектурный ансамбль. В экспозиции музея представлено более тридцати коллекций, поступивших от частных дарителей начиная с 1980-х годов. |
| Открыт                            |             | Новое здание Музея личных коллекций                     | Волхонка, 8, стр. 3—6                          | Дом Ринкевича был открыт для посещения в 2014 году как часть Музея личных коллекций, его экспозиционная площадь составила 780 м². Постоянная экспозиция «Квартира-музей» состоит из отдельных соединённых залов, воспроизводящих интерьеры квартир отдельных частных дарителей. |
| Открыт                            |             | Центр эстетического воспитания «Мусейон»                | Колымажный переулок, 6, стр. 2                 | Центр находится в усадьбе XVII века с каменным неоклассическим корпусом 1913 года и оградой в стиле модерн. В конце 1990-х главное здание также стало каменным. Открытие «Мусейона» состоялось в 2006 году. |
| Планируется реконструкция         |             | Дом графики                                             | Колымажный переулок, 4                         | Располагается в доме вдовы статского советника Павла Глебова — Варвары Глебовой. Особняк построен в 1826—1828 годах в стиле ампир по проекту архитектора Фёдора Шестакова. Здание было передано во владение ГМИИ в 1961-м, в нём расположена коллекция рисунков, гравюр и западноевропейского искусства XVI—XX веков. |
| Служебное                         |             | Научные отделы музея                                    | Волхонка, 14/1, стр. 8                         | Правый флигель усадьбы князей Голицыных, возведённый в конце XVIII века при участии архитектора Матвея Казакова. Масштабная реставрация каменной постройки проходила после вхождения в состав ГМИИ в 1985—1988 годах. |
| На реконструкции                  |             | Дом Текста                                              | Малый Знаменский переулок, 8, стр. 1           | Здание возводилось в 1913—1914 годах по проекту архитекторов Валентина Дубовского и Николая Архипова на участке купеческой семьи Стуловых. Каждый этаж репрезентирует разные архитектурные стили от классицизма до модерна. Здание вошло в состав ГМИИ в 1988-м, с того времени в нём находились административные кабинеты и фондохранилище.                                                                                         |
| На реконструкции                  |             | Галерея искусства старых мастеров                       | Малый Знаменский переулок, 3/5                 | Усадьба Вяземских-Долгоруких возводилась в XVIII веке на основе каменных палат XVII века. В 1962 году в помещениях открыли музей Карла Маркса и Фридриха Энгельса. В 1992-м Института марксизма-ленинизма прекратил своё существование и музей закрылся. Усадьба вошла в состав ГМИИ в 1999 году, реставрация началась в 2014-м. Окончание реконструкции намечено на июль 2022 года.                                                 |
| На реконструкции                  |             | Галерея искусства импрессионистов и постимпрессионистов | Волхонка, 14, стр. 3, 4, 5 и 8                 | Здание усадьбы Голицыных было построено в 1759—1766 годах по проекту архитектора Саввы Чевакинского при участии Ивана Мергасова и Ивана Жеребцова. В 2005-м оно было передано в собственность ГМИИ, а в 2006 году в левом флигеле открылась Галерея искусства стран Европы и Америки XIX—XX веков. Окончание реконструкции намечено на конец 2021 года.                                                                              |
| На реконструкции                  |             | Усадьба Лопухиных                                       | Малый Знаменский переулок, дом 3/5, строение 4 | Бывший Музей Рериха (частный, затем государственный). В 2019 передан от Музея Востока в ГМИИ, с того момента там располагается молодёжное направление музея "Пушкинский.youth". |
| Перенос                           |             | Кремлёвская АЗС                                         | Волхонка, между домами № 14—16                 | Одна из старейших бензоколонок Москвы, единственно действующая в пределах Бульварного кольца и предназначенная для заправки правительственных автомобилей. АЗС была построена в 1930-х годах и является единственным строением нереализованного проекта Дворца Советов. Имеет статус выявленного памятника архитектуры. |
| Планируемое                       |             |                                                         | Волхонка, 8, стр. 7, 8, 9, 10, 11              | Хозяйственные помещения усадьбы XVIII века, принадлежащей семье Ринкевичей. В 2013—2014 годах помещения были реконструированы. |
| Стройка приближается к завершению |             | Депозитарно-реставрационный центр                       | Малый Знаменский переулок, 8, стр. 9           | В 2016 году состоялась закладка первого камня будущего депозитария ГМИИ. После окончания строительства в нём планируется размещение пространства для хранителей, реставрационные мастерские, химическая лаборатория и студия для съёмки экспонатов. Окончание намечено на 2021 год. |
| Планируемое                       |             | Многофункциональная аудитория                           | Колымажный переулок, 4, стр. 1, 2, 6           | В рамках создания Музейного городка планируется реконструкция зданий и строительство многофункциональных аудиторий, в которых также будет организован лекторий. |
| Планируемое                       |             | Выставочный центр                                       | Волхонка, 14—16                                | Согласно проекту, в зданиях проведут реконструкция и создадут выставочный центр для временных экспозиций. Под центром будет создана подземная парковка. |
| Планируемое                       |             | Концертный зал                                          | Волхонка, между домами 14-16                   | Концертный зал на месте Кремлёвской АЗС. |